# Angie Bland
Angie Bland (* 26. April 1984 in Halle) ist eine belgische Volleyballspielerin.

## Karriere
Bland begann ihre Karriere 1991 bei Govok Gooik. Nach zehn Jahren wechselte sie zu VKD Gent Dames. Ihr dritter Verein in der belgischen Heimat war von 2003 bis 2006 Dauphines Charleroi. 2005 debütierte sie in der belgischen Nationalmannschaft. 2006/07 spielte die Mittelblockerin ein Jahr auf Mallorca bei Icara Alaro, bevor sie nach Italien ging. Dort war sie jeweils eine Saison bei Jogging Volley Altamura und Minerva Pavia aktiv. 2009 wurde die belgische Nationalspielerin vom Schweizer Erstligisten Volley Köniz verpflichtet. Ein Jahr später kam sie erstmals in die deutsche Bundesliga zu Smart Allianz Stuttgart. Mit den Schwaben gewann Bland 2011 den DVV-Pokal. Anschließend wechselte sie in die Ukraine zu Khimik Juschne. Ihr neuer Verein wurde 2012 ukrainischer Meister. 2012/13 spielte Bland beim Bundesligisten Alemannia Aachen. Danach wechselte sie zum französischen Verein Volley-Ball Nantes und 2016 zum Ligakonkurrenten ASPTT Mulhouse.